# Confutatio pontificia
La Confutatio pontificia è un testo commissionato nel 1530 dall'imperatore Carlo V come risposta alla Confessione augustana. L'occasione e lo scopo del testo sono indicati nell'introduzione della Confutatio stessa: